# 클랜시 브라운
클랜시 브라운(Clancy Brown, 1959년 1월 5일 ~ )은 미국의 배우, 성우이다.

## 출연 작품

### 영화
- 배드 보이즈 (1983)
- 카우보이 밴자이의 모험 (1984)
- 프랑켄슈타인의 신부 (1985)
- 최후의 하이랜더 (1986)
- 더블 보더 (1987)
- 25시의 추적 (1988)
- 문워커 (1988)
- 블루 스틸 (1990)
- 천사의 빛 (1990)
- 한밤의 침입자 (1991)
- 공포의 묘지 2 (1992)
- 쇼생크 탈출 (1994)
- 데드 맨 워킹 (1995)
- 스타쉽 트루퍼스 (1997)
- 플러버 (1997)
- 허리케인 카터 (1999)
- 가디언 (2006)
- 패스파인더 (2007)
- 버로워즈 (2008)
- 인포먼트 (2009)
- 나이트메어 (2010)
- 카우보이 & 에이리언 (2011)
- 존은 끝에 가서 죽는다 (2012)
- 앳 애니 프라이스 (2012)
- 헬벤더스: 최후의 성전 (2012)
- 슈퍼히어로 스팍스 (2013)
- 낫씽 레프트 투 피어 (2013)
- 홈프론트: 가족을 지켜라 (2013)
- 케이트 맥콜 (2013)
- 151경기 (2014)
- 라스트 홈 (2014)
- 헤일, 시저! (2016) - 그라쿠스 역
- 워크래프트: 전쟁의 서막 (2016) - 블랙핸드 역
- 토르: 라그나로크 (2017) - 목소리 출연
- 스트롱거 (2017) - 빅 제프 역
- 작은 사탄 (2017)
- 체퍼퀴딕 (2017)
- 카우보이의 노래 (2018)
- 슈퍼콘 (2018, Supercon)
- 모추어리 컬렉션 (2019)
- 프라미싱 영 우먼 (2020) - 스탠리 토머스 역
- 스폰지밥 무비: 핑핑이 구출 대작전 (2020) - 집게사장 역 (목소리)

### 텔레비전
- 납골당의 미스터리 (1993)
- 제3의 눈 (1995)
- ER (1997-98)
- 보글보글 스폰지밥 (1999-현재) - 목소리
- 더 프랙티스 (2000)
- 카니발 (2003-05)
- 덕 다저스 (2004) - 목소리
- 로스트 (2006)
- 로앤오더: 범죄 전담반 (2008)
- 고스트 & 크라임 (2010)
- 레버리지 (2010)
- 슬리피 할로우 (2013-16)
- 플래시 (2014-15)
- 시카고 PD (2015-16)
- 데어데블 (2016)
- 퍼니셔 (2017)
- 골드버그 패밀리 (2018-19)
- 빌리언스 (2018-19, 2023)
- 만달로리안 (2019)
- 이머전스 (2019-20)
- 아소카 (2023)
- 젠 V (2023)
- 더 펭귄 (예정)

### 비디오 게임
- 디트로이트: 비컴 휴먼 (2018)